# Ávila
Ávila (Ávila de los Caballeros) – miasto i stolica prowincji Ávila w środkowej Hiszpanii, w regionie Kastylia i León, w Górach Kastylijskich (na wysokości 1128 m n.p.m.), nad rzeką Adaja (dopływ Duero), 110 km na północny zachód od Madrytu. 53.794 tys. mieszkańców (2007).
Ważna twierdza z okresu rekonkwisty.

## Historia
Miasto założone zostało przez Celtyberów, a schrystianizowane w I wieku. Po trzech wiekach rządów Maurów zdobył je król Alfons VI w 1085 r.
Po rekonkwiście w mieście ponownie zamieszkali chrześcijańscy rycerze, który rozpoczęli prace nad najbardziej charakterystyczną i reprezentatywną budowlą miasta – Las Murallas (mury obronne). 
Z miastem jest związana Teresa z Ávili – katolicka święta.

## Gospodarka
W mieście rozwinął się przemysł samochodowy, materiałów budowlanych, spożywczy.

## Zabytki
- Ruiny zamku Maurów
- kompleks średniowiecznych murów obronnych – Las Murallas
- gotycka Katedra Chrystusa Zbawiciela w Ávila z XIV-XV wieku, łącząca styl romański, gotycki i renesansowy
- Basilica San Vincente upamiętniająca św. Wincentego z Saragossy i jego dwie siostry, słynie ona z niezwykłego grobowca umieszczonego pod baldachimem w orientalnym stylu.
- Monasterio de Santo Tomás – wybudowany w 1482 r. i zarządzany przez dominikanów klasztor, letnia rezydencja monarchów katolickich, w kaplicy znajduje się grób jedynego syna Ferdynanda i Izabeli – Don Juana.
- Los Cuatro Postes – cztery kolumny doryckie połączone gzymsami, z których każdą zdobi herb miasta z kamiennym krzyżem pośrodku.

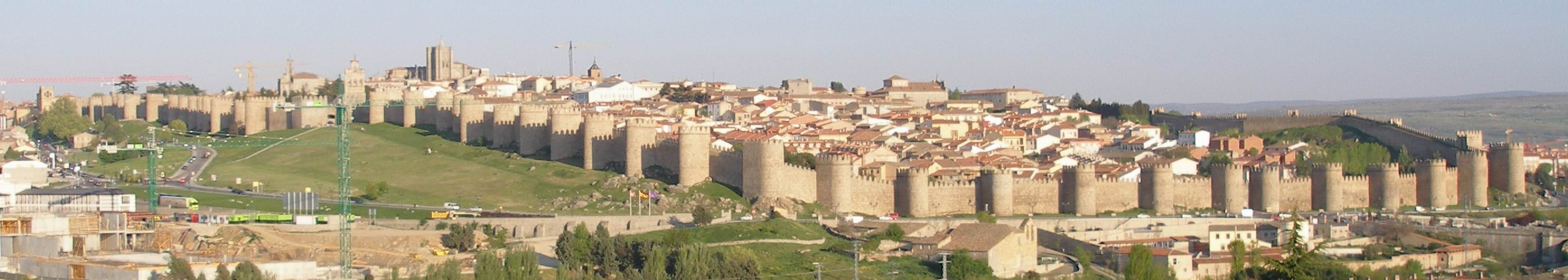
Panorama Ávili

## Współpraca
- Villeneuve-sur-Lot, Francja
- Rueil-Malmaison, Francja
- Teramo, Włochy
- Rodos (miasto), Grecja